# Desa Pranti (administrativ by i Indonesien, Jawa Tengah)
Desa Pranti är en administrativ by i Indonesien.   Den ligger i provinsen Jawa Tengah, i den västra delen av landet, 500 km öster om huvudstaden Jakarta.